# 湯浅竜起
湯浅 竜起（ゆあさ たつき、1907年5月8日 - 没年不詳）は、日本の宗教家、歌人。

## 経歴
湯浅憲亮の五男として福岡市に生まれる。1925年福岡県中学修猷館、1928年3月旧制福岡高等学校理科乙類を経て、1931年3月九州帝国大学農学部農芸化学科を卒業。
1935年扶桑教ひとのみち教団（パーフェクト リバティー教団の前身）准教祖となり、1954年3月パーフェクト リバティー教団（PL教団）理事・祐祖に就任する。1947年5月に日本化工産業取締役も務めている。
歌人でもあり、1934年短歌結社「あしかひ」、1937年「あさひこ」、1949年「短歌芸術」の同人となる。PL教団文教部長も務めた。
1962年2月に制定された、PL学園校歌は、湯浅の作詞によるものである。

## 著書
- 『短歌鑑賞十二か月』（芸術生活社、1976年）